# Lindisfarne
Lindisfarne vagy Szent Sziget (angolul Holy Island) egy sziget Angliában, Northumberland megye északkeleti partjainál az Északi-tengerben. A 6. században ír szerzetesek kolostort alapítottak rajta és innen kiindulva térítették meg a kereszténységre Észak-Angliát. Fontos püspökségi központ volt, míg 793-ban a vikingek el nem pusztították. A 11. században újraalapították és a kolostor egészen a 16. századig fennállt. 1550-ben egy kis vár is épült Lindisfarne-on. Ma a sziget Northumberland megye Holy Island önkormányzatát alkotja. Lakossága 2011-ben 180 fő volt. 

## Földrajza

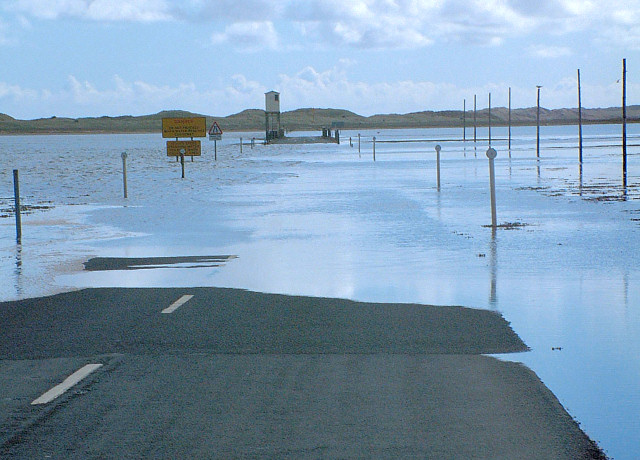
A szigetre vezető utat elárasztja a dagály

A sziget dagálykor kelet-nyugat irányban 4,8 km hosszú és 2,4 km széles; területe kb. 4 km². Legközelebbi pontja 1,5 km-re van Angliától. Apálykor a tenger visszahúzódik a szárazföldtől elválasztó csatornából és homokos-iszapos korábbi tengerfenéken át lehet gázolni rajta; ezt hívták régen a zarándokok útjának. Ma már töltésre épült, autóval is járható út vezet a szigetre, ám a dagály ezt is minden nap elárasztja. Az út közepén oszlopokra emelt menedék található azoknak a gyalogosoknak, akiket útközben ért a dagály. 
2011-ben a szigeten 180-an laktak. Lindisfarne szigete Northumberland megye Holy Island önkormányzatát alkotja. 

## Története
Lindisfarne-t ówalesi nyelven Medcautként (feltehetően a latin Medicata Insula, gyógyító sziget), óangolul pedig Lindisfarenaként említik a kora középkori krónikák. Utóbbi szó eredete nem ismert, talán köze volt a valamivel délebbre fekvő Lindsey királyságához; esetleg a tavat, patakot jelentő kelta lindis szóból származik. Az utótag pedig a "föld" jelentésű farran, vagy utazót jelentő faran kifejezésből jöhetett.   
A római időkben Északkelet-Angliát ritkásan lakták és jelentős település nem volt a közelben. A skótok és a piktek többször fosztogatták a vidéket és a betelepülő angolszászok is inkább a délebbi régiókat preferálták. A 6. században Ida berniciai király a szigettől délre, a szárazföldön Bamburgh várába helyezte székhelyét és "királyi várost" (urba regia) alapított. Valamivel később, az 570-es években az észak-angliai britonok Lindisfarne szigetén három napig tartották ostrom alatt az odaszorult Theodric berniciai királyt (Ida fiát), míg a belső viszályok miatt vereséget nem szenvedtek. 

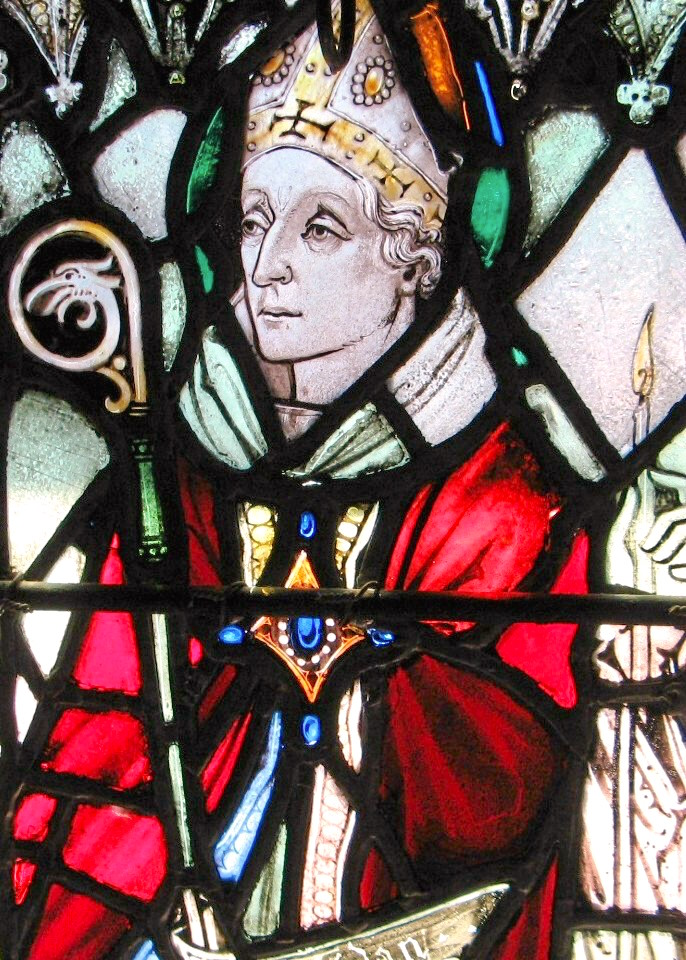
Szent Aidan

634-ben Northumbria királya, a keresztény Oswald pogány népe megtérítésére a nyugat-skóciai Iona szigetéről országába hívta Szent Aidant. Aidan Lindisfarne szigetén kolostort alapított, amely a northumbriai püspökség székhelyéül is szolgált harminc éven át. Aidan maga is itt élt egészen 651-ben bekövetkezett haláláig. Utóda, Finian tölgyfa gerendákból templomot építtetett, ami "illett egy püspök székhelyéhez", bár a neves krónikás, Beda Venerabilis szerint egy kőtemplom megfelelőbb lett volna. 
Lindisfarne Észak-Anglia evangelizációjának kiindulópontjává vált; nem csak Northumbriába, hanem a szomszédos Merciába is indultak innen hittérítők. Közéjük tartozott a kolostor szerzetese, majd apátja, Szent Cuthbert is. Az angol történetírás legrégebbi fennmaradt példája a valamikor a 7. század végén vagy 8. sz. legelején Lindisfarne-ban írt Szent Cuthbert-legenda. Cuthbertet a kolostorban temették el, testét később a szintén lindisfarne-i Szt. Eadfrith-tal együtt átvitték Durham katedrálisába. Sírja felnyitásakor találták az ún. Szt. Cuthbert-evangéliumot, ami a legkorábbi angliai kéziratok egyike.  

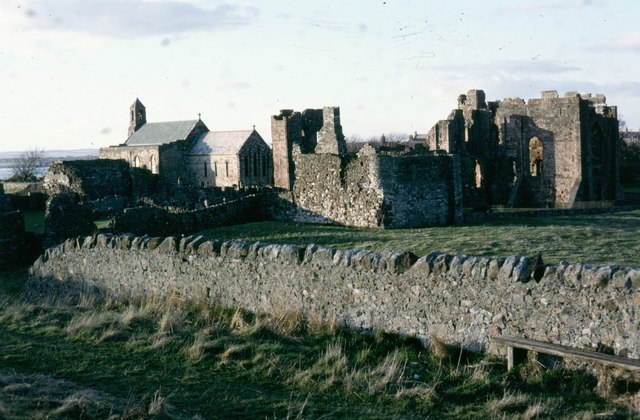
A kolostor romjai és a templom

Az ír keresztény hagyományokat követő Lindisfarne (és vele a northubriai és merciai egyház) liturgiai és teológiai gyakorlata több pontban eltért a római és a canterburyi kánontól. A 663-as whitbyi zsinaton előírták a Rómához való igazodást, amiatt az akkori püspök, Colman lemondott és Iona szigetére távozott. Lindisfarne helyi központi szerepe ezzel megrendült. A püspökség 735-ben az akkor megalapított yorki érsekség hatáskörébe került. 
A 700-as évek elejéről származik az óangol művészet egyik máig fennmaradt, kiemelkedő példája, a kelta és szász elemeket egyaránt felmutató Lindisfarne-i evangélium. A gazdagon illusztrált latin kéziratot a szöveg angol fordításaival széljegyzetezték, ami a Biblia legkorábbi óangol nyelvű fordítása. 
793. június 8-án vikingek támadtak a védtelen kolostorra, kifosztották, lakói nagy részét pedig lemészárolták. Ez volt a Brit-szigeteken a viking korszak kezdete. A későbbiekben a norvégok és dánok inkább a skót és délkelet-angliai partokat zaklatták, és a szigeten folytatódott a kolostori élet. 866-ban a dánok elfoglalták Yorkot és 873-ban megindultak Northumbria felé. A szerzetesek elmenekültek Lindisfarne-ról, ekkor vitték át Szt. Cuthbert csontjait is Durhamba.

### Későbbi története

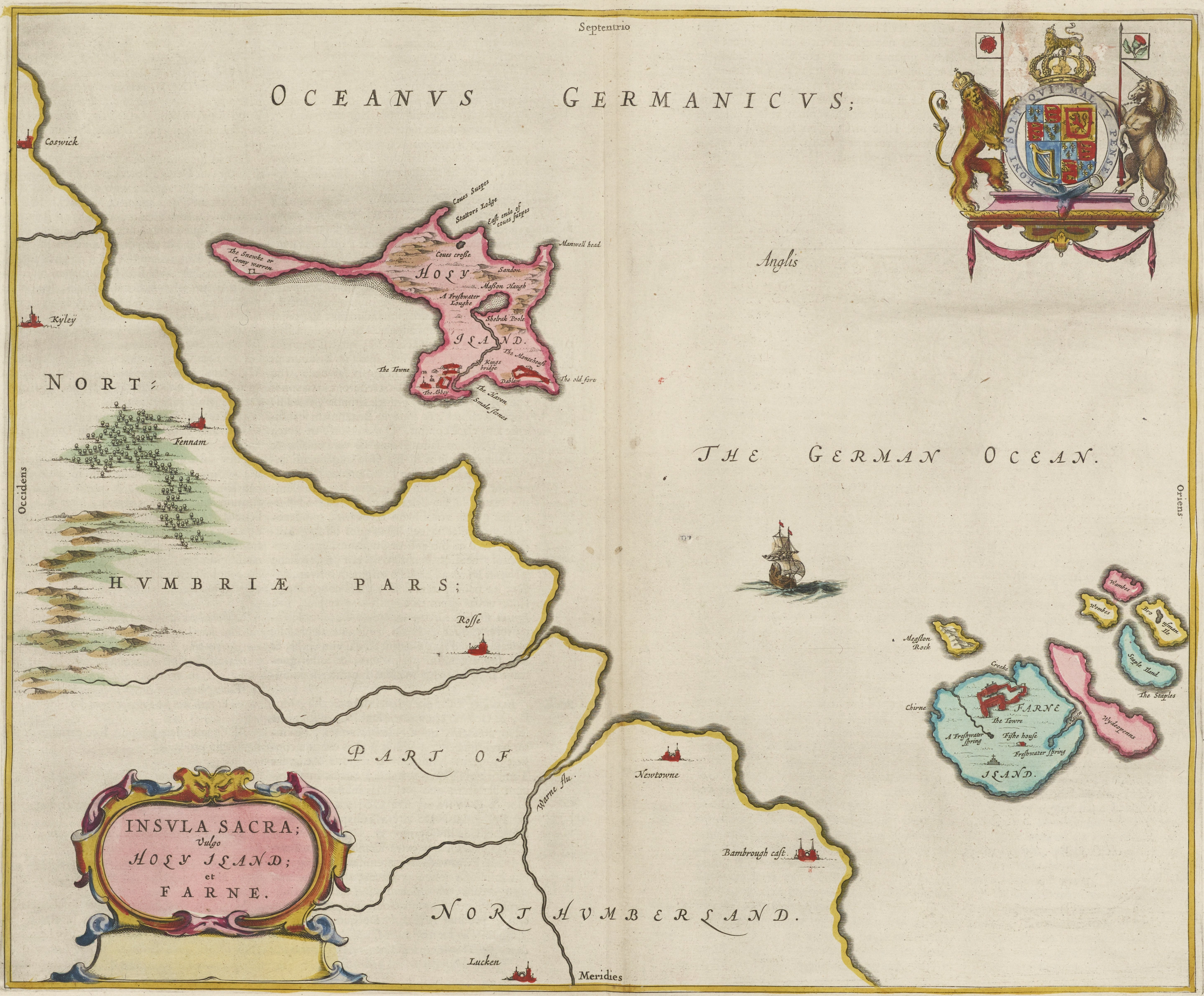
A sziget egy 17. századi térképen

A normann hódítás után, 1093-ban bencés regulával újjáalapították a kolostort, és fennállt egészen 1536-ig, amikor VIII. Henrik minden kolostort bezáratott. A Lindisfarne-i kolostor romjai ma is láthatóak.
1462-ben, a rózsák háborúja során Anjou Margit megpróbálta elfoglalni a nurthumberlandi várakat, de egy vihar miatt 400 katonája Lindisfarne szigetén keresett menedéket és megadták magukat a York-pártnak. 1550-ben egy kis várkastélyt építettek a szigeten, ami máig jó állapotban fennmaradt.  
Az 1860-as években egy dundee-i cég mészégető üzemet épített a szigeten, ami a 19. század végéig működött. Működése csúcsán kb. 100 embert foglalkoztatott. 
Ma Lindisfarne a Northumberlandi partvidék Area of Outstanding Natural Beauty (különleges természeti szépségű, természetvédelmi terület) része. A kolostor romjait az English Heritage gondozza. A közvetlenül mellette lévő templomban (ami a sziget legrégibb, tető alatt lévő épülete) ma is tartanak istentiszteletet. A kastély mellett 1911-ben a kor leghíresebb kertépítője, Gertrude Jekyll létesített egy kis kertet.

## Fordítás
Ez a szócikk részben vagy egészben  a   Lindisfarne című angol Wikipédia-szócikk ezen változatának fordításán alapul.  Az eredeti cikk szerkesztőit annak laptörténete sorolja fel. Ez a jelzés csupán a megfogalmazás eredetét és a szerzői jogokat jelzi, nem szolgál a cikkben szereplő információk forrásmegjelöléseként.